# Teate
Teate era un antico centro dei Marrucini che corrisponde all'odierna Chieti, sito tra i fiumi Pescara a ovest e Alento a est. 

## Storia

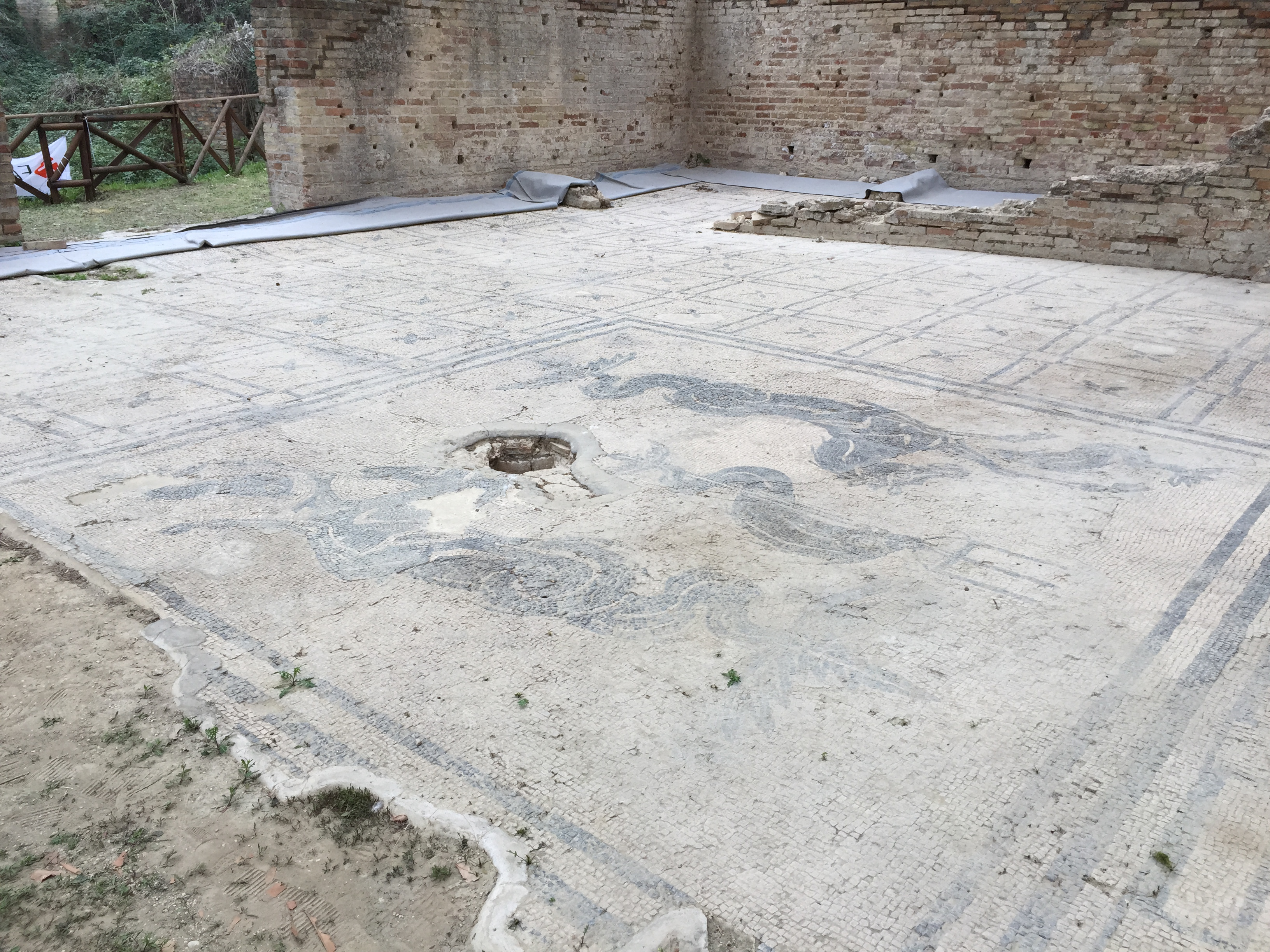
Mosaico nelle terme di Teate

Il primo nucleo risale all'epoca preromana ed era, secondo gli storici antichi, il centro principale del popolo italico dei Marrucini.
Gli scavi archeologici hanno dimostrato come il nucleo centrale fosse situato nell'area dell'attuale Civitella, raccolto attorno a tre templi, uno dei quali dedicato di certo al dio Ercole, altri templi. Nella stessa area si trova l'anfiteatro romano, costruito all'epoca dell'impero di Augusto. Con l'avvento dei Romani, il centro si andò spostando lungo la strada principale del tratturo (la via Ulpia), che attraversava direttamente la città, scandendo dalla Civitella, mediante via Ravizza, fino al nuovo foro. Il foro principale divenne l'area di piazza Templi Romani, con quattro edifici sacri (uno, con il pozzo sacro, si trova sotto le fondamenta del Palazzo delle Poste del 1930), di cui si ricorda, conservato abbastanza bene, il tempio dei Dioscuri, sopra cui nell'VIII secolo fu costruita la chiesa di San Paolo, sconsacrata nel 1927 per permettere gli scavi.
L'antica Teate si sviluppò a partire dal II secolo a.C., ma soprattutto durante l'epoca imperiale, quando divenne municipium. Dopo la guerra sociale fino alle guerre del periodo tardo-repubblicano e imperiale il centro era noto come Teate Marrucinorum. Dopo la ripartizione territoriale fu inserita nella Regio IV Samnium in seguito all'adesione alla Lega italica di Corfinium. 
La città anche dopo la rovina dell'Impero romano d'Occidente mantenne l'antico impianto planimetrico, cui si aggiunsero dei nuovi quartieri, come il Colle San Paolo e il Trivigliano a nord, presso il convento di Santa Maria (oggi caserma Pierantoni), mentre sopra le antiche strutture abitative, venivano erette nuove case, come hanno dimostrati i vari ritrovamenti tra i palazzi tardo ottocenteschi del piazzale Giambattista Vico, corso Marrucino, largo Costantino Barbella.

### Urbanistica di Teate romana
La città fu arricchita di un foro, il teatro romano che contava 5 000 posti, con 80 metri di diametro, l'anfiteatro di dimensione 60x40 metri con 4 000 posti, l'acquedotto, situato oggi sotto il corso Marrucino, che conduceva alla parte bassa delle terme romane, e infine i vari templi, conservati perché trasformati nel VII secolo in chiese cristiane. La conservazione del teatro, dell'anfiteatro e dei templi permette la ricostruzione della storia dell'arte teatino-romana del I secolo, al tempo degli imperatori Tiberio e Claudio: la copertura dell'esterno delle strutture è in tasselli (cubilia) simmetrici che formano motivi geometrici. Nella piazza dei Templi sono state rinvenute delle iscrizioni di importanti famiglie teatine sotto il governo di Nerone, come i Vezii: le iscrizioni riguardano infatti i coniugi Marco Vezio Marcello e Priscilla Elvidia. La Val Pescara, ai piedi della città, ospitava la via Tiburtina Valeria, che collegava Roma al porto di Aternum. Durante il principato di Augusto, a Roma si distinse il politico e oratore Gaio Asinio Pollione della gens Asinia, alleato di Giulio Cesare e amico di Cicerone e Virgilio. Fu proconsole nella provincia di Macedonia e fu celebrato per valor e virtù nelle Bucoliche da Virgilio. Nel 39 a.C. creò la prima biblioteca pubblica romana, ossia l'Atrium Libertatis. In suo ricordo fu rappresentato il trionfo di Asinio sul sipario del palcoscenico nel Teatro Marrucino, completato nel 1818.

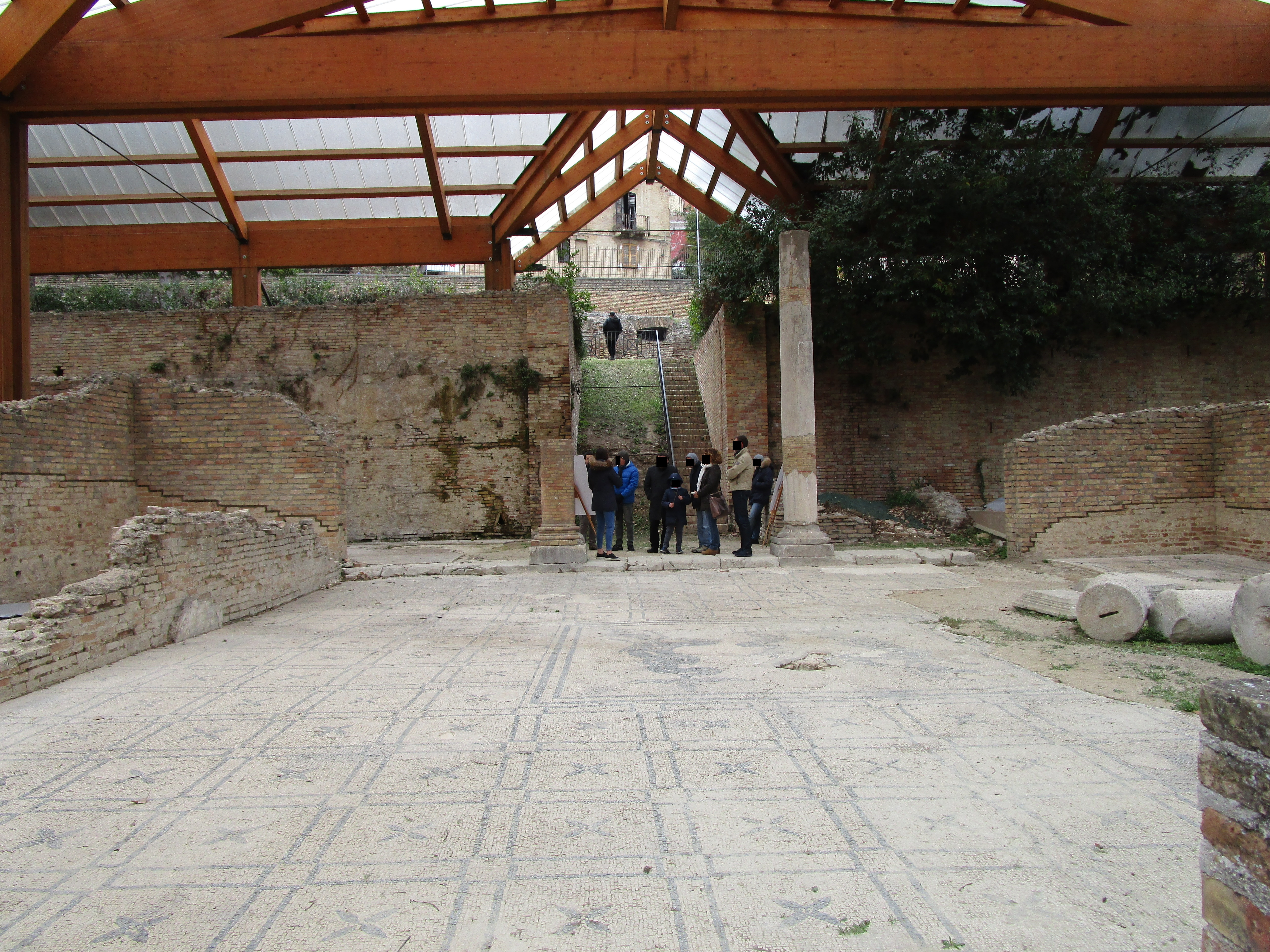
Atrio delle terme

Provenendo da Roma l'accesso principale era Porta Sant'Andrea ai piedi della Civitella con l'anfiteatro, oggi scomparsa, e il cardo principale era all'attuale corso Marrucino, fino a Porta Santa Maria. L'amministrazione romana coinvolgeva tutte le città della Regio IV nell'utilizzazione delle strutture pubbliche, il Foro era il centro commerciale e culturale della città, provvisto di tre templi su un unico podio, e un quarto sul lato nord, sotto l'edificio delle Poste. L'area del Foro incombeva su terreno di riporto, quindi terrazzata, come dimostra la galleria ipogea a L sotto la biblioteca De Meis. Altri monumenti erano il teatro, di cui ci sono dei resti presso via Napoli, e il complesso termale. La presenza dei muri di terrazzamento di varie cisterne sotto la Civitella dimostrano l'importanza del complesso, insieme con frammenti di mosaico e domus signorili.
Fuori dalla città, l'esempio più importante di edificio romano è la chiesetta di Santa Maria del Tricalle, costruita sopra un tempio di Diana Trivia, situata all'incrocio di tre colli.

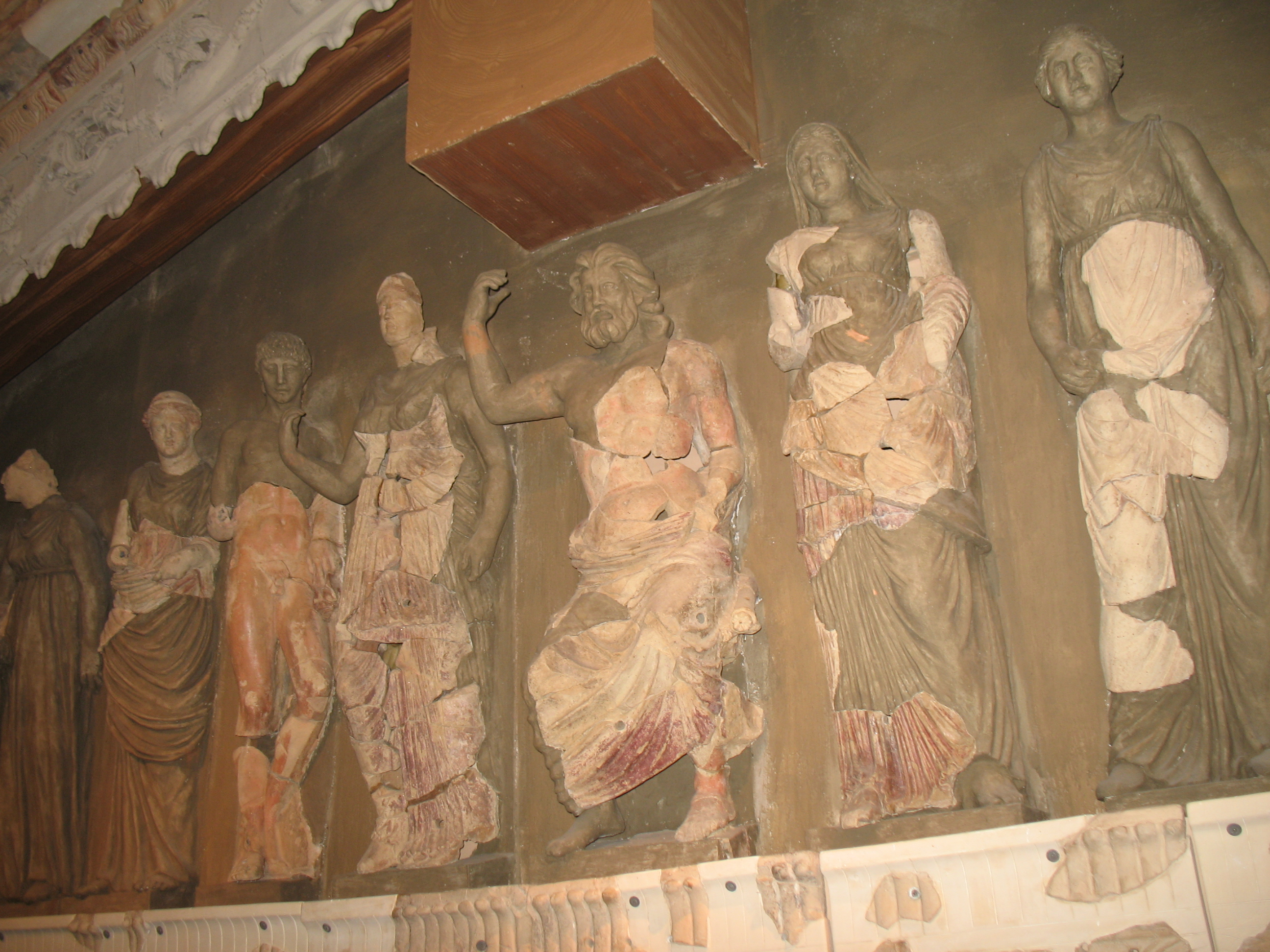
Frontone del tempio degli Olimpi, ricostruito all'interno del museo archeologico La Civitella

La città non fu creata ex novo con la conquista italica, ma esisteva sin dall'età del ferro, come testimoniato dalla presenza di antiche tombe. Dalla diversa collocazione di esse si intende che il perimetro della città fu pian piano ingrandito fino alla creazione di un piano regolatore nel II secolo d.C., quando le case e le strade vennero accomodate secondo uno schema a scacchiera, come dimostra soprattutto l'area del rione Civitella. Il boom edilizio di Teate si registrò grazie all'influenza di personaggi come Asinio Pollione e Asinio Gallo, la gens dei Vezii (Vezio Marcello ed Elvidia Priscilla), Erennio Capitone, procuratore di Livia figlia di Augusto, Tiberio e Caligola.
L'antico asse viario di Teate era a nord-est, come dimostrato da resti di muri lungo via Arniense rinvenuti durante i lavori di sventramento dell'800 voluti dal piano regolatore della città. I sotterranei della città sono caratterizzati dalla presenza di cisterne, di cui una sotto il Palazzo Muzi-Sanità e della Banca d'Italia, usata probabilmente dai Domenicani quando esisteva il convento. Di gran lunga più estesa è la seconda, misurante 65x30 metri, in calcestruzzo e divisa in sedici navate per sette pilastri. Altre strutture simili sono in largo Carbonara, via Ognissanti, via Romanelli, corso Marrucino. Dopo la parte centrale della Piazza dei Templi Romani, la parte periferica di Teate andava a sud-ovest della collina per dar spazio al teatro e all'anfiteatro (via di Porta Napoli, via G. Salvatore Pianell, salita Gennaro Ravizza), ristrutturati nell'aspetto attuale nel II secolo d.C.
Di grande importanza è anche la necropoli cittadina, scoperta a metà dell'Ottocento presso la chiesa di Santa Maria Calvona e Porta Sant'Anna, Delle necropoli di Santa Maria sono stati ritrovati vari frammenti, alcuni dei quali corrispondenti al sepolcro di un certo C. Lusius Storax, riconducibile all'epoca dell'impero di Claudio. Nella stessa area di Colle Marcone nel 1911 presso Costa Ciampone è stato trovato un cippo funebre, oggi perso. Si trattava di un grande monolite che probabilmente dette il nome alla via attuale, chiamata "Pietragrossa".
Gli scavi di Porta Sant'Anna e via Orientale risalgono al 1952, con pezzi databili IV-III secolo a.C., mentre altro materiale della stessa epoca è stato trovato negli stessi anni nella necropoli di Materdomini, durante i lavori di ricostruzione della chiesa: frammenti di ferro, fibule di bronzo, ceramiche in terracotta. Altre tombe furono rinvenute presso Palazzo Henrici, ossia sepolcri a cappuccina con ceramica e bronzi. La necropoli vera e propria di Porta Sant'Anna fu scoperta nel 1881 quando venne realizzata la nuova strada per il cimitero in collegamento con la città. Gli scavi continuarono fino al 1888, quando venne istituita la Collezione del Museo Sepolcrale di Teate. Altre tombe furono trovate tra il 1925 e il 1938, quando il quartiere si andava espandendo sempre di più, arricchendo la collezione del Museo Archeologico. Di tutte queste tombe alcune erano rozze, ossia per le persone meno abbienti, altre decorate in stile principesco, con più materiali di pregio, e diverso era il materiale di realizzazione: copertura a tegoloni, terra bruciata, alcune con steli o cippi commemorativi.

## Struttura
L'abitato italico di Teate si estendeva lungo la strada consolare maggiore, dove passava il tratturo per raggiungere, dalla via Claudia Valeria, sia il porto di Aterno che la strada per le Puglie, vale a dire l'attuale Corso Marrucino, anticamente detto "strada Grande "o corso "Ferdinando Galiani" sino alla fine dell'Ottocento. Lungo il corso si trovavano le abitazioni patrizie e le botteghe commerciali, a poca distanza ad ovest si trovava il Foro, con i templi dedicati alla Triade Capitolina.
Prima della dominazione romana, Teate era sviluppata più in alto, nell'area del colle della Civitella, dove si trovava la cittadella fortificata con l'acropoli e i templi dedicati alla Triade Italica. Con i romani, l'area sacra di Teate si spostò nel I secolo a.C. più a valle, e sopra l'arx italica fu costruito l'anfiteatro della Civitella, ancora oggi in piedi.

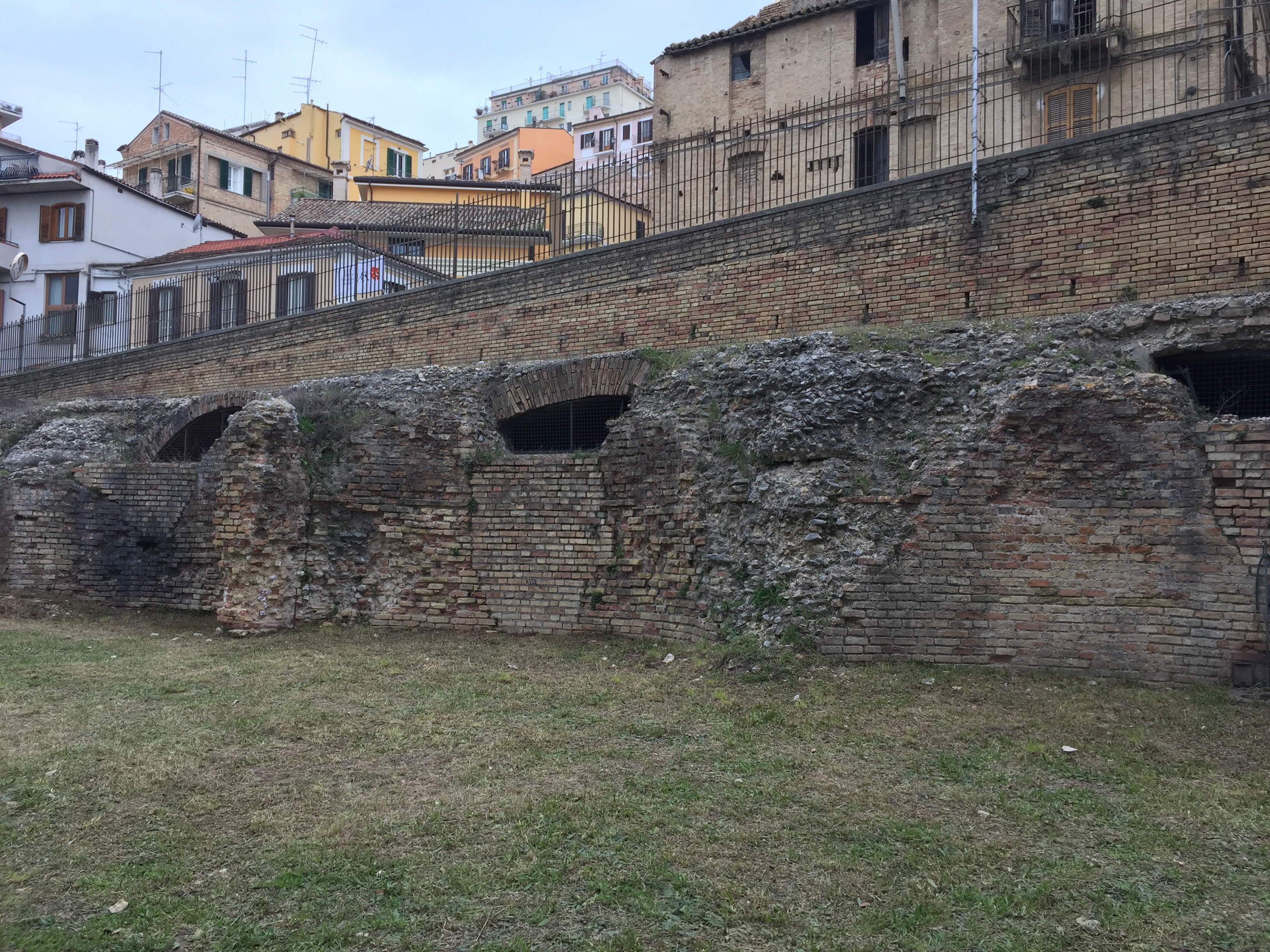
Resti della cisterna a servizio delle terme.

I confini della città di Teate si trovavano pressappoco all'incrocio del corso Marrucino nord con la via Arniense e via dei Toppi, che discende nel quartiere di Santa Maria, zona inedificata all'epoca romana, dove si trovavano più che altro dei sepolcri; aree cimiteriali furono scoperte anche in due zone fuori dalle mura, nella parte sud-ovest nell'area della chiesa di Santa Maria Calvona (la necropoli popolare), e nell'area orientale della chiesa di Sant'Anna del cimitero, la necropoli dei patrizi.
L'area più alta è consistuita dalla Civitella con l'anfiteatro, scendendo il cardo maximus, ossia via Ravizza, si discende alla piazza dei Templi, sulla sinistra, prima dell'incrocio con via Silvio e Bertrando Spaventa, si trova il teatro romano. Le cisterne sotterranee alimentate dall'acquedotto romano di via Tecta, accessibili dal Palazzo de Mayo, si trovano sotto l'attuale corso Marrucino.
Il sistema acquifero sotterraneo andava ad alimentare vari punti, anche fuori dalle mura, della città, come dimostrano la Fonte dei Cannelli, eretta dai marchesi Valignani sopra una preesistente, e la Fonte Grande fuori porta Monacisca, a poca distanza dal complesso termale romano, fuori dalle mura orientali, punto terminale dell'acquedotto sotterraneo.
Mosaici pavimentali rinvenuti sotto i palazzi ottocenteschi sul corso Marrucino, dimostrano come su questa strada all'epoca romana sorgessero case patrizie. Teate terminava a nord del corso Marrucino, all'ingresso del rione di Porta Santa Maria, e Largo Mercatello, ossia piazza Malta. 
Un tempietto sorto fuori dalle mura, a nord di Porta Pescara, si trovava all'incrocio dei tre colli "tribus callis", ed era dedicato a Diana cacciatrice. Nel medioevo fu modificato nella chiesetta di Santa Maria del Tricalle.
I punti principali in cui si riconoscono le rovine di Teate sono:

### La Civitella: Anfiteatro romano
Il ritrovamento principale è stato portato alla luce durante gli scavi archeologici degli anni sessanta, benché fossero stati condotti anche nel primo ventennio del Novecento, e nella metà dell'800 da Francesco Vicoli e Vincenzo Zecca. L'anfiteatro è stato parzialmente ricostruito, dopo che negli anni '80 l'ex stadio Civitella (ricavato  da un precedente  campo da calcio eretto presso l'ex Piazza d'Armi della milizia civica) è stato spostato a Chieti Scalo, liberando l'area dell'ex campo dei Padri Celestini. Posto ai piedi della collina della Civitella, così chiamata perché era un rione minore rispetto a quello nuovo medievale di Trivigliano (Porta Santa Maria), lungo la circonvallazione "Giuseppe Salvatore Pianell", accessibile anche da via Ravizza, il ritrovamento ha restituito delle terrecotte architettoniche, frammenti di statue e di ornamenti in bronzo e di mosaici, alcuni depositi in una favissa, facenti parte di alcuni templi del II secolo a.C. e demoliti nel secolo successivo e ora esposti nel Museo archeologico della Civitella. 
I reperti in terracotta hanno permesso d'ipotizzare la conformazione dei templi dell'acropoli. I templi sorgevano su un podio agibile mediante una scalinata posta frontalmente che faceva arrivare nel pronao con colonnato che a sua volta immetteva in una cella. Il luogo di culto era ornato frontalmente da statue e da placche di rivestimento. In seguito gli edifici di culto furono smantellati e le decorazioni furono portate più a valle quando in età cesariana fu edificata una porticus poi, le funzioni religiose pagane furono trasferite nel centro della città antica presso l'area sacra del pozzo ammodernato nella prima metà del I secolo d.C. e inglobato nei templi. Recentemente sono stati riportati i ruderi dell'anfiteatro risalente al I secolo d.C. e rivolto ai combattimenti dei gladiatori. L'anfiteatro è di forma ellittica ed era collegato con il sistema viario a nord e le strade extraurbane a sud. Gli scavi hanno portato parte del muro che cinge l'arena e la tribuna d'onore con struttura a opera reticolata bicromatica con ricorsi in laterizio.
Sotto l'anfiteatro, si trova il moderno Museo archeologico La Civitella, che conserva il materiale rinvenuto negli scavi nel comune e nel territorio amministrativo di Chieti, mostrando le varie fasi di urbanizzazione della città marrucina, poi romana, e infine medievale.

### Il teatro

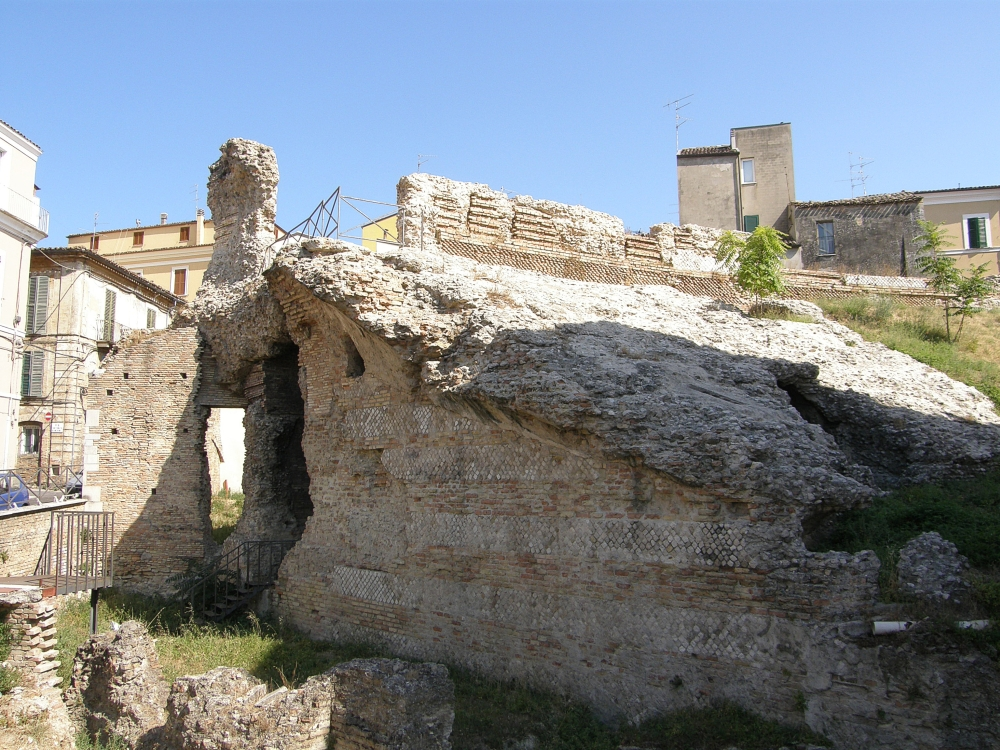
Resti del teatro romano

Fuori del quartiere della Civitella e dirigendosi verso il centro di Chieti si possono notare, all'incrocio di Via di Porta Napoli e di Via Generale Pianell, i ruderi del teatro risalente al I secolo d.C. I palazzi che circondano il teatro hanno nascosto del tutto l'orchestra e il proscenio, ed esso è stato "liberato" riportato alla luce solo negli anni '30-'40 del Novecento. Attualmente è visibile il lato nord-orientale del muro della cavea in opera mista. La cavea è posta in parte sulle pendici del colle della Civitella e in parte è coperta da volte a botte. Il teatro era composto da due livelli come dimostra parte del corridoio semicircolare che sbarrava il piano sovrastante..

### Le terme

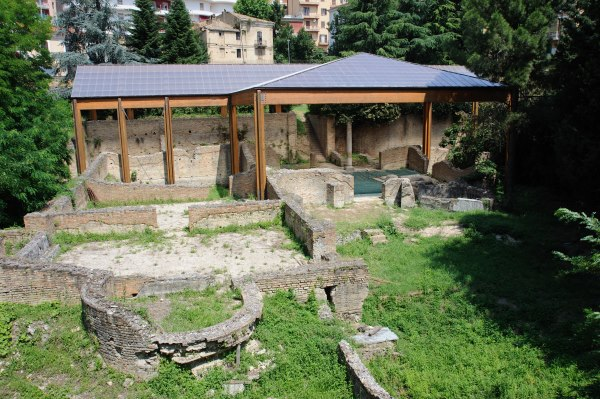
Resti delle terme romane

Sono siti nella zona orientale della città, lungo via delle Terme Romane. Risalgono al II secolo d.C. L'accesso era consentito mediante una scalinata che introduceva in un corridoio obliquo la cui pavimentazione a opera musiva raffigurante delle crocette nere su sfondo bianco. Il corridoio immetteva in un atrio a ingresso con colonne con pavimentazione musiva raffigurante Nettuno. In seguito si poteva raggiungere vari ambienti rappresentati da tre sale rialzate mediante un suspensurae che rappresentavano il calidarium. Di fronte all'atrio quadrato vi erano delle vasche semicircolari ricoperte di marmo e, sul fondo, ve ne era una più grande inerenti al frigidarium. La zona orientale è andata distrutta per l'instabilità del terreno, L'acqua era fornita da una cisterna sita presso le terme. La cisterna era sita in un ambiente sotterraneo composto di nove vani comunicanti tra di loro addossati alla collina. I vani erano strutturati in maniera di sopportare la pressione dell'acqua e del terreno mediante nicchie posti intorno ai nove ambienti.
Le terme sono collegate, sotto il colle del centro storico di Chieti, a un sistema di conduttura idrica romana, detta via Tecta. Questa è accessibile dal Palazzo de' Mayo sul corso Marrucino, non è stata ancora del tutto esplorata, e si compone di ambienti a cisterna, con volte a botte, e corridoi in opus reticulatum.

### I templi

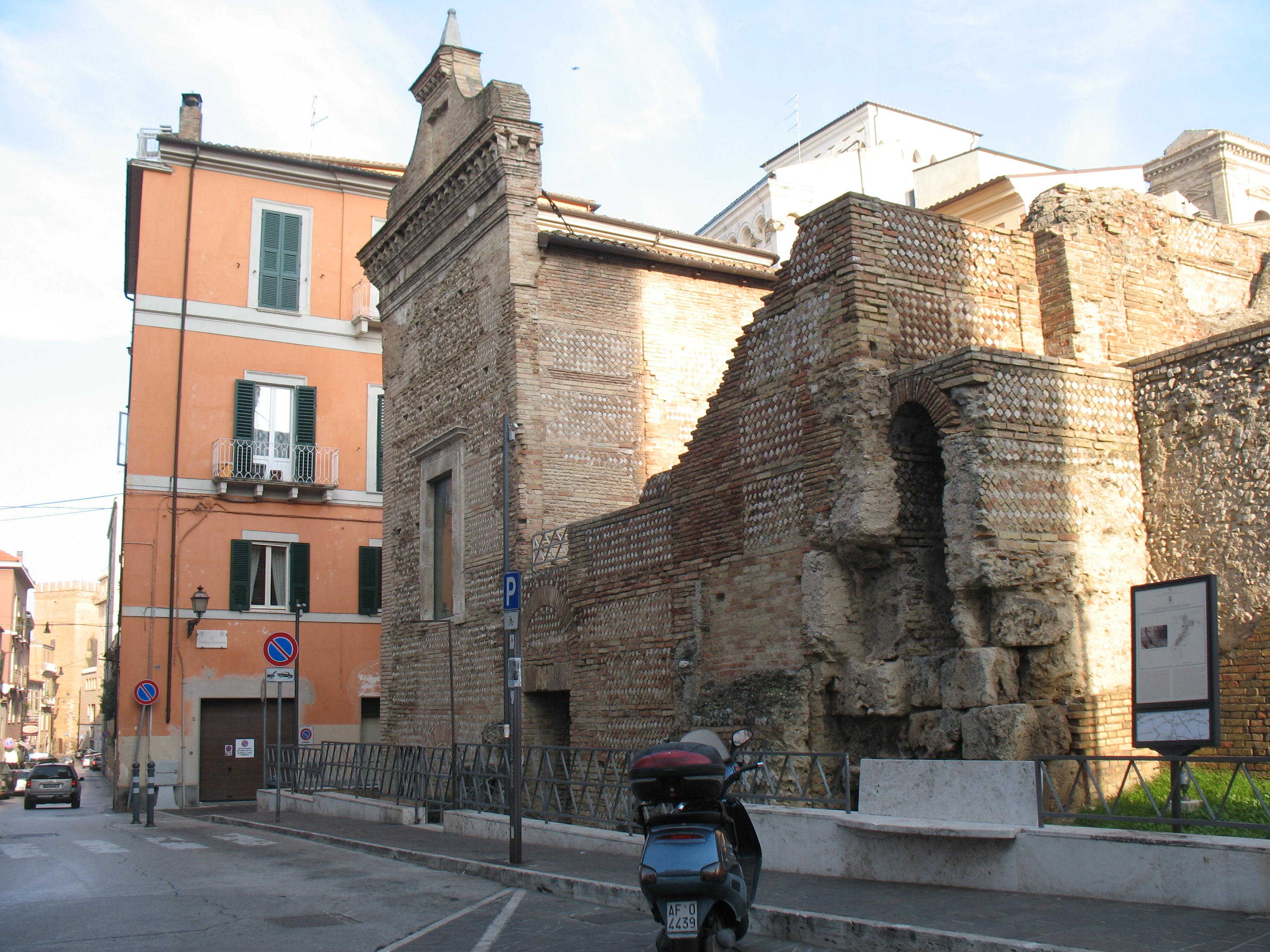
Veduta del complesso dei templi

Sono siti in Piazza dei Templi romani, e sono anche detti templi di San Paolo, poiché nell'VIII secolo il tempio maggiore fu trasformato in chiesa cristiana consacrata ai SS. Pietro e Paolo apostoli (di cui si conserva un affresco a carattere bizantino del XII secolo presso l'ex altare), sconsacrata solo nel 1927, quando sono stati effettuati lavori di scavo archeologico. Sono stati individuati con certezza da Desiderio Scerna con gli scavi iniziati negli anni '20 del XX secolo (Scheda Dott D. Mancini). Nel 1997, durante lavori di restauro del complesso templare, fu portato alla luce un ulteriore ambiente ipogeo. Trattasi del luogo di culto più antico di Chieti e composto di tre templi limitrofi. I primi due constano di cella con pronao e cripta, mentre l'ultimo è composto solamente di cella e cripta.
Alcuni elementi fanno ipotizzare che siano stati costruiti nel periodo romano, tra cui: le mura in calcestruzzo del primo e secondo tempio e l'utilizzo dell'opus reticolatum. Il terzo tempio appare più tardo, nel III secolo quando a Teate fu istituita una colonia romana e si rese necessaria la costruzione di un capitolium con tre divinità tradizionali, cioè: Giove, Giunone e Minerva, tuttavia le fondamenta testimoniano un periodo antecedente risalente al V-IV secolo a.C. Nel vano del secondo tempio vi è un pozzo di 38 metri. Nei vani e nelle cripte si sono conservate delle monete, frammenti scultorei, busti, pietre sepolcrali, iscrizioni. La facciata dei tre templi è rivolta verso sud-est verso l'antico foro. Anticamente vi era anche un quarto tempio ora sostituito dal palazzo della posta. L'edificio, del quale si può ammirare solamente parte della cella in opus mixtum con i resti del pavimento in lastrine di marmo, era a pianta rettangolare. Un'iscrizione attesta un'operazione edilizia gestita da Marco Vezio Marcello e dalla moglie Elvidia Priscilla.

#### Chiesa dei Santi Pietro e Paolo
L'area dei templi sorge presso l'ex Largo Marco Vezio Marcello, così nominato per il patrizio romano che grazie alla moglie nel I secolo d.C. restaurò i templi che erano stati eretti in loco nel I secolo a.C., quando il fulcro dell'antica arx italica della Civitella fu spostato più a valle. Le famiglie patrizie, eredi delle famiglie romane che avevano fatto grande l'antica Teate, conservavano le loro tradizioni pagane anche nei primi anni del declino dell'Impero, trascorrendo la giornata negli affari, nelle terme che si trovavano ad est della città, nelle assemblee della Curia del senato, alle funzioni nei templi, officiando i riti religiosi nel luogo sacro centrale, e presso il Tempio dei Dioscuri posto all'ingresso del Colle Gallo. I Cristiani stabilirono due aule di culto nella città, una presso l'abitazione del liberto gallo "Segovax", per questo volgarizzato nei documenti anche "San Gallo", appena fuori dall'anfiteatro, sulla strada parallela al diverticolo urbano consolare della Cludia Tiburtina Valeria, Segovax ha riservato un'ampia sala al pianterreno della sua "insula", decorandola con raffigurazioni e affreschi dedicati a Cristo e agli Apostoli, ancora oggi visibili all'interno del Tempio dei Dioscuri, il quale fu consacrato ai santi apostoli Pietro e Paolo. Gli affreschi sono ancora oggi visibili, e testimoniano un caso molto raro della pittura parietale cristiana abruzzese, d'ispirazione bizantina.
La seconda aula di culto cristiana si trova presso la villa fuori dalle mura della patrizia Licinia Lucrezia, della gens Albinia, arrivata a Teate prima dell'assedio barbato del VI secolo d.C. Il tempio sul Colle Gallo dei Dioscuri conserva presso il fregio dell'architrave ancora l'iscrizione di Marco Vezio Marcello console, il quale lo restaurò, la sua conformazione architettonica è molto simile al tempio dei Castori di Roma; risalirebbe al 484 a.C. in opus mixtum e laterizio, e opus reticulatum, stuccato opportunamente, e decorato tra il 67 e il 90 d.C. Sopraelevato su alto podio e accessibile da una scalinata frontale, con la facciata rivolta verso la vallata dell'Aterno, visuale ostruita da varie case, tra le ultime l'orripilante Palazzo Verlengia, il retro del tempio è addossato a un muro di recinzione; è privo di colonnato e solo anteriormente presenta 6 enormi colonne di marmo cipollino, giunte dall'isola di Eubea.
Largo circa 25 cubiti, e lungo oltre 35, poggia su terreno misto di argilla e sabbioni di arenaria, attorno a una serie di domus patrizie, che avevano sfarzosi pavimenti musivi. Una di queste case era quella del pontifex teatino Lucio Cornelio Pio.

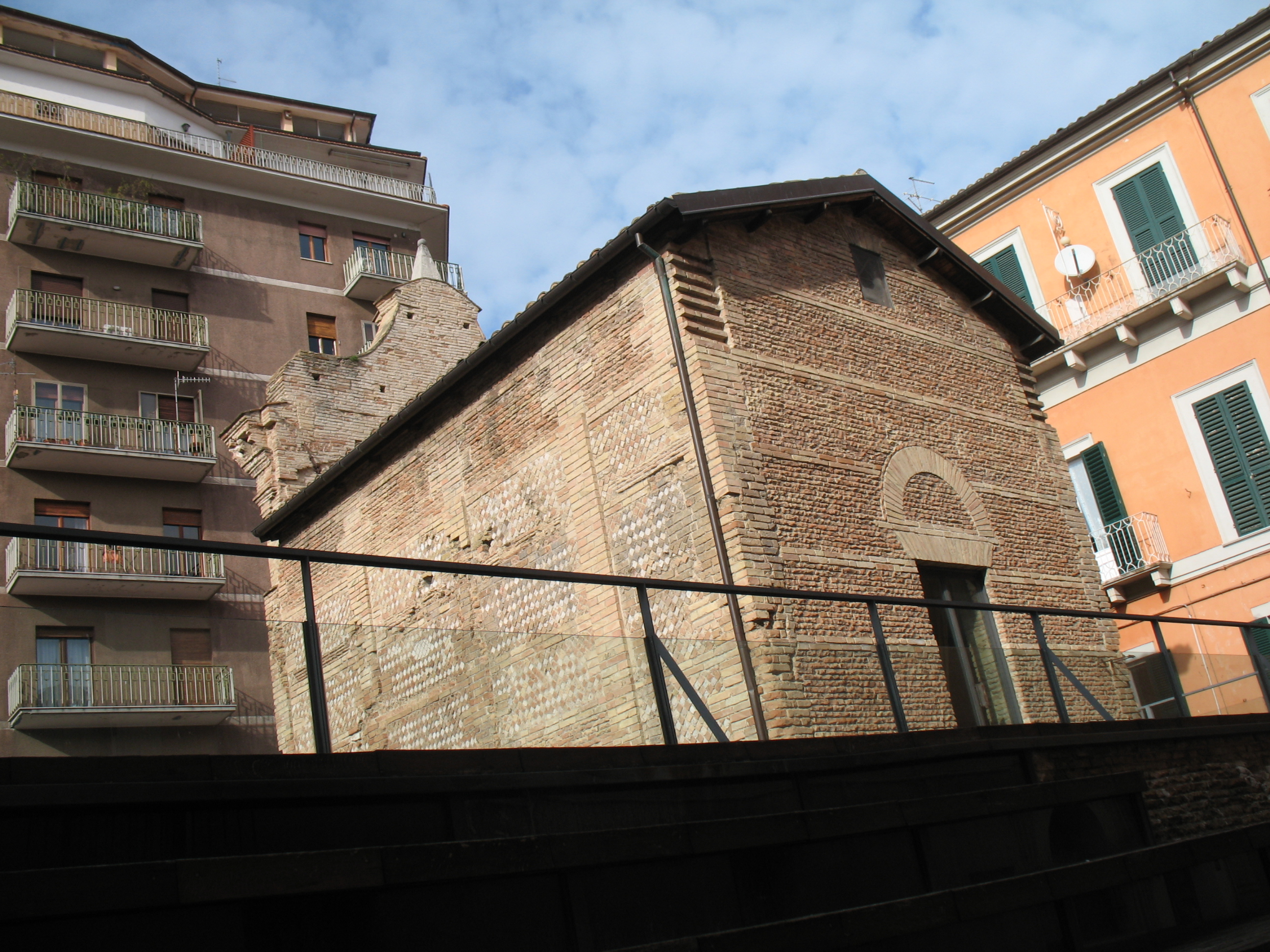
Il tempio dei Dioscuri

Nel V secolo la situazione dei templi era alquanto grave, solo il vescovo cristiano Donato era in possesso di una somma di denaro, quando avvenne il sacco di Roma da parte di Alarico, il vescovo trattò con i consoli Marcio e Livio l'acquisto del tempio e di altri monumenti pagani in stato di degrado per farli diventare delle chiese, iniziando proprio dal Tempio dei Dioscuri, che divenne di fatto la prima basilica cristiana di Chieti. Dopo Giustino da Siponto, il quale secondo la leggenda, fondò la diocesi Teatina (primo quarto del V secolo), Donato fu il secondo, caso particolare se si considera che nel 395 d.C., con l'editto di Teodosio, il culto pagano era proibito, ma a Teate la gente continuava ancora a praticare gli antichi riti, compresi i ludi gladiatori nell'anfiteatro. I consoli vendettero i beni al vescovo Donato, nell'area vennero realizzate le due chiese sopra i due templi, dedicate una a San Pietro e l'altra a San Paolo, quella che si è meglio conservata nei secoli, dato che nel XIX secolo quella di San Pietro risultava già inglobata nell'altra. Il terzo edificio venne consacrato a San Salvatore.

## Ambienti ipogei

### Templi
L'abitato antico di Teate, sotto il centro storico, ospita numerosi ambienti sotterranei. 
In piazza dei Templi Romani si trovava un quarto tempio, usato come pozzo sacro, e risalente al I secolo d.C., occupato poi dal Palazzo delle Poste nel 1934. Nelle vicinanze  altri ambienti a volta sono sotto la torre Littoria della biblioteca provinciale De Meis, usato come magazzino della Soprintendenza, e in Largo Carbonari presso la Civitella. 
In Largo del Pozzo, oggi Piazza Giangabriele Valignani, è stata rinvenuta una grande camera, sopra cui poggiava gran parte dell'antico Palazzo dell'Università o dei Valignani, crollato nel 1913, e sostituito dalla Banca d'Italia. Questa sala pilastrata a pianta rettangolare si estende nei livelli interrati del Palazzo della Provincia, ricavato dall'ex monastero di San Domenico, poi della Prefettura, della Banca d'Italia e del Teatro Marrucino. L'unico ambiente ispezionabile è il vano sotto la Provincia, lunga 24 metri x 30, la sua posizione centrale lungo l'asse di attraversamento principale, in un'area nella quale sono stati segnalati numerosi rinvenimenti di strade basolate, potrebbe far pensare a un complesso pubblico destinato allo stoccaggio e vendita di prodotti alimentari.
La destinazione pubblica dell'area sembra confermata dai dati emersi durante le indagini svolte nel 2004, in Piazza Valignani. Nonostante l'esiguità dello spazio indagato, la ricerca ha accertato alcuni elementi utili alla ricostruzione dell'assetto topografico e urbanistico di questa parte dell'antica Teate: le operazioni di scavo hanno restituito i resti ti un ambiente caratterizzato da un mosaico decorato da quadrati e stelle a losanghe, datato prima metà del II secolo d.C., l'iscrizione riporta le cifre C XX(V...) in tessere bianche su sfondo nero.

### Via Tecta
Di interesse a poca distanza anche la scoperta della Via Tecta sotto il Palazzo de' Mayo sul corso Marrucino, da cui è accessibile: è un collegamento viario coperto tra le terrazze urbane affacciate verso la Maiella, che attraverso in senso ortogonale l'antico tracciato della via Ulpia, usato come acquedotto pubblico, captano le acque dalla montagna, e arrivando sino alle sottostanti terme romane, da esso alimentate. Il passaggio principale consiste in un solo corridoio voltato a botte, realizzato in opus mixtum e reticulatum, con cubilia organizzati su file di diverso materiale, una di calcare-selce e una in pietra pomice. Questo settore della città di Teate era usato per l'edilizia privata, servito da strade lastricate, ben esposto, e presentava l'aspetto ortogonale simile a come si presentava nel Novecento, con i palazzi allineati; gli stessi sotterranei dei palazzi attuali mostrano mura in opus reticulatum e pavimenti a mosaico, a testimonianza della ricchezza dei loro proprietari, oggi è possibile vedere il mosaico della Domus di Via D. Romanelli, in corrispondenza della stessa via presso Piazza Trento e Trieste, partendo dal Corso è leggibile una stanza di circa 6x5 metri, che presenta pavimento mosaicato in tessere nere con disegno a crocette formate da 4 tessere bianche coerenti, con l'allineamento di quelle nere.
Il cunicolo collegherebbe ad altri cunicoli dell'acquedotto romano, visibile sotto la strada di via Amendola, che sbocca nell'antica Fonte Grande, nel quartiere Porta Monacisca; e sarebbe quindi collegato per vicinanza anche alle terme romane.

## Musei
- Museo archeologico nazionale d'Abruzzo: si trova nell'ex villa del Barone Frigerj presso la villa pubblica. Il museo è stato allestito nella forma attuale tra il 1952 e gli anni '80, e ospita una ricca collezione archeologica di reperti provenienti da tutte le aree di scavo della regione Abruzzo
- Museo archeologico La Civitella: situato sotto l'anfiteatro romano, accessibile da via Pianell, è il museo più importante per la documentazione e i reperti archeologici che riguardano direttamente i cambiamenti storici e urbani della città romana di Teate.